# Edmund Hoffmann
Edmund Hoffmann (* 18. April 1907 in Seidenschwanz, Böhmen; † 24. Dezember 1974 in Aalen) war ein deutscher Beamter, Stadtobersekretär in Aalen und Mitbegründer des Bundes der Vertriebenen. 

## Leben
Edmund Hoffmann erlernte das Handwerk des Gürtlers, kam aber durch sein Arrangement sehr schnell in den Polizeidienst von Gablonz. 1945 siedelte er sich nach der Vertreibung mit seiner Frau und vier Kindern in Aalen an, wo er sich einen beachtlichen Ruf in der Freiwilligen Feuerwehr erarbeitete und von der Stadt eine Auszeichnung erhielt. 
Seine Berufung und Beruf fand er sehr schnell bei der Stadtverwaltung Aalen, wo er zuletzt Stadtobersekretär bis zu seiner Pensionierung war. Als Mitbegründer des Bundes der Vertriebenen im Jahre 1957, die als neue Dachorganisation aller Vertriebenenverbände gegründet wurde, war er eine Zeit lang in deren Vorstand.